# Казимир Куратовський
Казимир Куратовський (пол. Kazimierz Kuratowski; нар. 2 лютого 1896, Варшава — пом. 18 червня 1980, Варшава) — польський математик і логік.
1913 року вступив до університет Глазго, але у зв'язку з Першою світовою війною мусив продовжувати навчання вже у Варшавському університеті, який і закінчив. Захистив дисертацію 1921 року. В 1927–1933 викладав в Львівській політехніці, потім повернувся у Варшавський університет, де з 1934 по 1952 очолював відділення математики. З 1952 член Польської академії наук, 1957–1968 її віце-президент. З 1948 до 1967 очолював Інститут математики Польської академії наук.

## Відомі праці
- Куратовский К., Мостовский А. Теория множеств = Set Theory (Teoria mnogości). — М. : Мир, 1970. — 416 с.(рос.)

- Куратовский К. Топология = Topology. — М. : Мир, 1966-1969. — 594+624 с.